# ضد ادیپ
ضد ادیپ: سرمایه‌داری و اسکیزوفرنی (فرانسوی: Capitalisme et schizophrénie. L'anti-Œdipe‎) کتابی است به قلم نویسندگان فرانسوی، ژیل دلوز و فلیکس گاتاری، به ترتیب فیلسوف و روانکاو که در سال ۱۹۷۲ منتشر شد. این کتاب جلد اول سرمایه‌داری و اسکیزوفرنی است که جلد دوم آن هزار فلات (۱۹۸۰) می‌باشد.